# Stad (halvø)
 For alternative betydninger, se Stad (flertydig). (Se også artikler, som begynder med Stad)
Stad er en halvø i Stad kommune som stikker ud i havet, og udgør den nordvestligste del af Vestland fylke i Norge. I norrøn tid var stednavnet Staðr, med betydningen "Det stående". Hollænderne misforstod navnet som Stadt, og skrev det i landkortene. Da hollandske landkort længe var de eneste i handelen, og desuden blev regnet som pålidelige, har denne forkerte udtale bredt sig.
Der bor ca. 1.000 mennesker (2008), hvoraf ca. 400 bor i Leikanger som er områdets handels-, skole- og kommunikationscenter.
Havet ud for Stad kaldes Stadhavet og er et farvand med vanskelige bølgeforhold i 90 til 110 dage i året. Høj sø med bølgereflekser fra land giver vanskelige manøvreforhold, og gør Stadhavet til et af de hårdeste farvande langs den norske kyst. Bølgevarsel for det frygtede farvand er kontinuerligt tilgængeligt hos Barentswatch.
Bjerget yderst på Stad hedder Kjerringa (= Kællingen), men kaldes også Vestkapp, fra 1980'erne anvendt i markedsføringen af området.

## Historie
Midt på Stad ligger Dragseidet. Navnet kommer af, at folk i vikingetiden for at spare tid trak bådene fra Leikanger på nordsiden til Drage på sydsiden.
På Dragseidet blev fire fylker kristnet i 997. Der er opsat et mindesmærke for dette øverst på eidet. "Dragseidspelet" opføres her om sommeren næsten hvert år, og omhandler Olav Tryggvasons møde med de lokale stormænd under kristningen.
På sydsiden af Kjerringa ligger bygden Ervika. Ud for Ervika blev hurtigrutens skib D/S Sanct Svithun 30. september 1943 angrebet af seks britiske bombefly. Lokalbefolkningen i Ervika gjorde en heltemodig indsats ved, trods storm, at sejle ud i små både og fik reddet 76 mennesker op. Men 35 nordmænd og 12 soldater fra den tyske besættelsesmagt omkom. Yderligere 50 tyske soldater, som var årsag til angrebet, var gået af i Ålesund. Skibsklokken fra D/S Sanct Svithun hænger i dag i kapellet i Ervika.
Stad rummer mange rester af de store tyske fæstningsværker fra anden verdenskrig, bygget af østeuropæiske fanger på Hovden ved Ervik og i Eltvik på Stadlandet. Et minebælte med sammenlagt 8.447 miner blev udlagt ved Nolleneset syd for Leikanger; i Borgundvåg, Borgund og Storeneset. På havstrækningen fra Vågsøy til Åram nord for Stad var der i alt 19 store luftvernkanoner med kaliber fra 40 til 105 mm, og 14 luftvernkanoner med kaliber 20 mm. Dertil to store radarstationer på Kråkenes og på Kjerringa. De tyske fort på Stadlandet var underlagt den tyske militærkommando for Midtnorge.

## Vejr og vind
Meteorologisk institut har til enhver tid specialvarsel med refraktionsdiagram for farvandet ud for Stad på Internet.
Vejrforholdene gør Stadlandet til et aktuelt og attraktivt område for opbygning af en vindmøllepark, men det er også interessant for ornitologer. Der er givet tilladelse til bygning af vindmøller, men rasering af natur har skabt store protester.

## Skibstunnel
Mange søfarende og kystbeboere ønsker at få bygget en tunnel gennem halvøen. Stad skibstunnel er et planlagt anlæg som skal have kapacitet for skibe med 33 meters gennemsejlingshøjde, 21,5 meter bredde og 12 meter dybgang. Tunnelen er beregnet til at koste 1,7 milliarder kroner (2008). Med en sådan tunnel vil hele sejlruten fra Stavanger til Molde være relativt beskyttet. Tunnelen skal gå fra inderst i Kjødepollen til Moldefjorden, hvor Stad er smallest. "Kanaltunnel gennem Stadt" var allerede i 1874 en forsidehistorie i Nordre Bergenhus Amtstidende. Nu anses projektet dog ikke for at være økonomisk rentabelt, men er ikke endelig opgivet.

## Billedgalleri
- Årvik.
- Indre Fure.
- Honningsvåg.
- Hoddevik.

## Eksterne kilder
- Wikimedia Commons har flere filer relateret til Stad (halvø)

62°08′N 05°14′Ø / 62.133°N 5.233°Ø